# Аква-Анио-Новус
Анио-Новус (лат. Anio Novus) — акведук в древнем Риме.

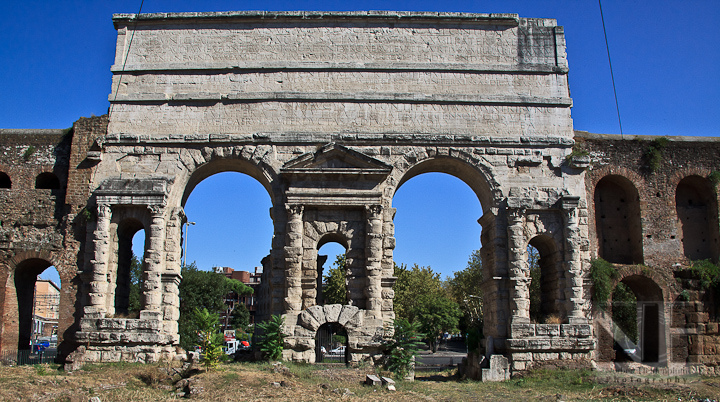
Городские ворота Порта-Маджоре, построенные в 52 году. Над ними протекала вода двух акведуков: Аква-Клавдия и Анио-Новус

Акведук длиною 87 километров получил своё название от реки Аниене, притока Тибра (лат. Anio), «новый» — novus, так как был построен после другого акведука, Анио-Ветус. Строительство акведуков Аква Клавдия и Анио-Новус было начато при Калигуле в 38 году и завершено в 52 году при императоре Клавдии. Так как вода из реки поступала мутная, она предварительно поступала в очистительные бассейны — piscina limaria. Около 14 километров этого акведука проходили над землёй, трёхэтажные арки достигали 32 метров. В сутки Anio Novus приносил 120 тыс. м³ воды, которые распределялись между I—IV, VIII—XIV округами Рима.